# Long Island Iced Tea

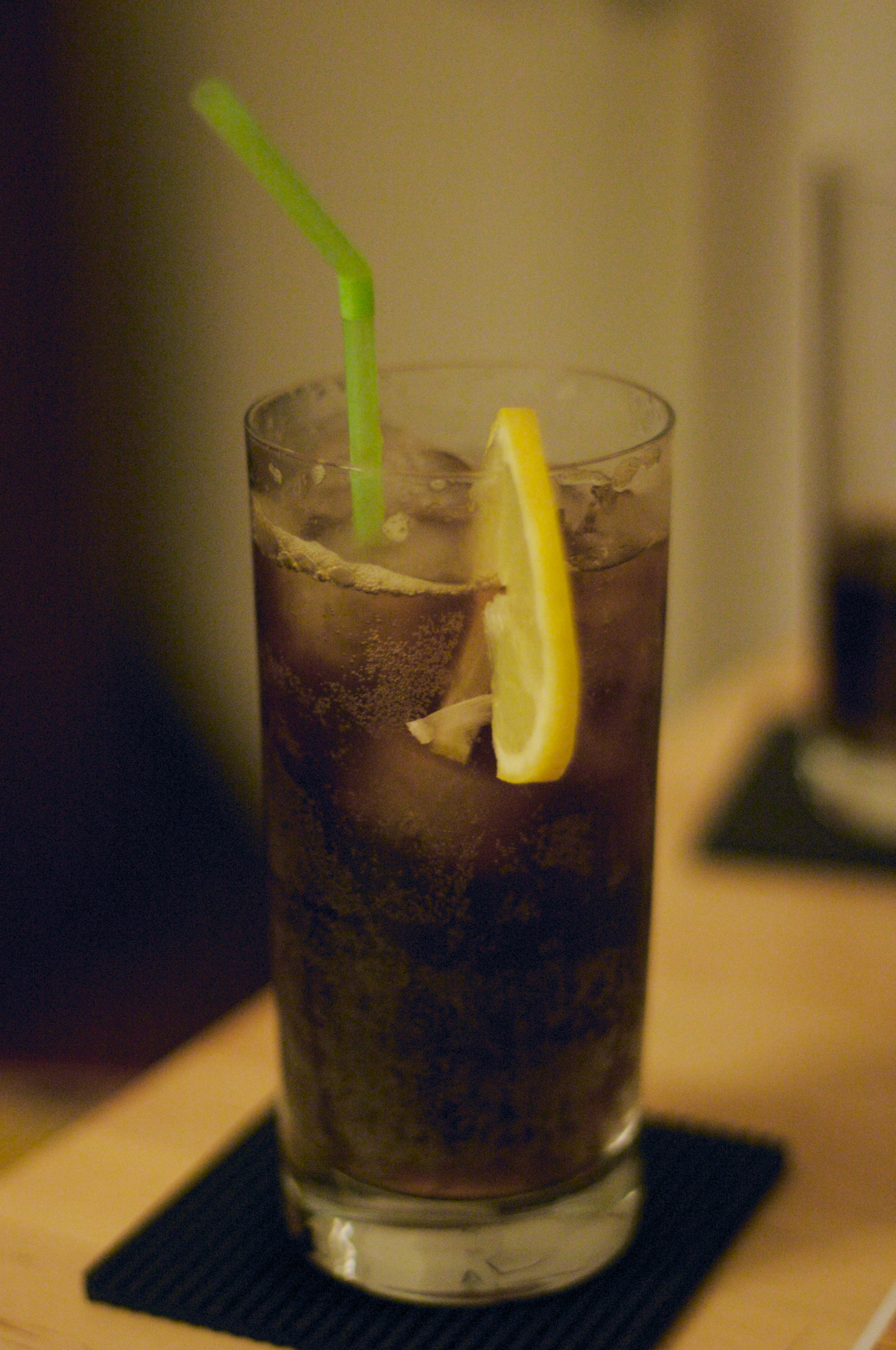
Long Island Iced Tea

Der Long Island Iced Tea (auch: Long Island Ice Tea) ist ein weit verbreiteter Cocktail auf Basis mehrerer hochprozentiger Spirituosen. Obwohl sein Name dies andeutet, enthält er keinen Tee, sieht aber wegen der enthaltenen Cola wie Eistee (engl. iced tea) aus. Der Drink zählt zu den Longdrinks.

## Zubereitung
Die vier „weißen“ (klaren) Spirituosen Rum, Wodka, Gin, Tequila und der Likör Triple Sec Curaçao werden, meist zu gleichen Anteilen, mit Zitronen- oder Limettensaft und Zuckersirup in ein großes, mit Eiswürfeln gefülltes Longdrink- oder Fancy-Glas gegeben, mit Cola aufgefüllt und umgerührt. Garniert wird häufig mit einer Zitronenscheibe. Im deutschsprachigen Standardwerk Cocktailian besteht der Long Island Ice Tea aus je 2 cl der genannten Spirituosen und 3 cl Limettensaft, auf Zuckersirup wird verzichtet. Diese Zutaten werden im Shaker mit Eiswürfeln geschüttelt, schließlich auf frische Eiswürfel in ein Highball-Glas (großes Becherglas) abgeseiht und mit Cola aufgegossen.
Da verschiedene Basisspirituosen miteinander kombiniert und darüber hinaus mit Likör, Zitrussäften und Cola gemischt werden, ist ihr typischer Eigengeschmack im Long Island Iced Tea kaum noch zu erschmecken, und der hohe Alkoholgehalt wird kaschiert. Dadurch ist der Drink auf Partys und in der Szenegastronomie beliebt, zumal er mit qualitativ einfachen Spirituosen und in kurzer Zeit hergestellt werden kann. In Fachkreisen und von professionellen Barkeepern werden Mischungen aus bestimmten bzw. zu vielen verschiedenen Basisspirituosen dagegen oft abgelehnt, so dass der Long Island Iced Tea in manchen Barbüchern gar nicht vorkommt. Die International Bartenders Association führt den Drink allerdings in ihrer Liste der Official IBA Cocktails.

## Geschichte
Es gibt zahlreiche Legenden zum Ursprung des Cocktails. So soll er zur Zeit der Alkoholprohibition in den USA (1919–1932) entstanden sein, da Aussehen und Name über seinen recht beträchtlichen Alkoholgehalt hinwegtäuschten. Anderen Versionen zufolge soll er von einer reichen gelangweilten Hausfrau auf Long Island im US-Bundesstaat New York erfunden worden sein. Diese habe beim heimlichen Griff in die Hausbar von jeder Flasche nur eine geringe Menge entnommen, da ihr Mann davon nichts bemerken sollte. Zur Tarnung habe sie den Drink mit Cola aufgefüllt. Auch von Studenten, die sich mit jeweils kleinen Mengen aus den Flaschen ihrer Eltern bedienten, wird erzählt.
Tatsächlich tauchte der Long Island Iced Tea erst Ende der 1970er Jahre auf. Seine Erfindung wird oft Robert C. Butt („Rosebud“) zugeschrieben, Barkeeper im OBI (Oak Beach Inn) in Hampton Bays, Suffolk County (New York). Dale DeGroff berichtet allerdings von jungen Barkeepern des Leonard’s in Great Neck, Long Island (New York), die die Mischung angeblich schon früher – zwischen 1976 und 1979 – erfanden, da sie festgestellt hätten, dass vor allem jüngere Gäste von Hochzeitsgesellschaften die von den älteren Kollegen vorbereiteten Whiskey Sours nicht mochten. Die Drinks hätten sie unter dem Namen Leonard’s Iced Tea in großen Krügen serviert.
Als gesichert gilt, dass der Drink in den USA entstanden ist, wo Eistee üblicherweise iced tea (wörtlich etwa „geeister Tee“) und nicht ice tea geschrieben wird. In Deutschland ist aber in Cocktailbüchern und auf Barkarten häufig Ice Tea zu lesen.

## Varianten
Die Varianten für den Long Island Iced Tea sind zahlreich. Nicht immer sind alle Spirituosen enthalten, anstelle von echten Zitrussäften und Zuckersirup werden Zitrusliköre oder Limonadengrundstoffe wie Lime Juice Cordial oder Lemon Squash verwendet oder Orangensaft hinzugefügt. Zum Teil tragen Varianten abweichende Namen. So ist die Mischung mit zusätzlich Whiskey auch als Texas Tea bekannt. Beim Long Beach Iced Tea wird statt Cola Cranberrysaft verwendet. Mit Red Bull statt Cola erhält man einen Long Island Energy, mit Champagner statt Cola einen Beverly Hills Iced Tea.
DeGroff nennt in „The Essential Cocktail“ die Varianten Full Monte von Audrey Saunders, die Cointreau durch Maraschino und Cola durch Champagner ersetzte und mit Angosturabitter abrundet. Sein London Iced Tea besteht hingegen nur aus Gin und Rum, verzichtet auf den Orangenlikör, enthält dafür aber Amaretto.
Der Adios Motherfucker wird als Variation des Long Island Iced Tea angesehen, wobei Blue Curaçao die Triple Sec und Zitronen-Limetten-Soda die Cola ersetzt. Es hat eine charakteristische blaue Farbe ähnlich einem Blue Hawaiian.